# Pentamyzus tenuis
Pentamyzus tenuis är en insektsart som beskrevs av Brown, P.A. 1987. Pentamyzus tenuis ingår i släktet Pentamyzus och familjen långrörsbladlöss. Inga underarter finns listade i Catalogue of Life.